# Bischofia
Bischofia is een geslacht van bomen uit de familie Phyllanthaceae. De soorten komen voor van (sub)tropisch Azië tot in het zuidelijke deel van het Pacifisch gebied.

## Soorten
- Bischofia javanica Blume
- Bischofia polycarpa (H.Lév.) Airy Shaw